# Lérouville
Lérouville település Franciaországban, Meuse megyében. Lakosainak száma 1380 fő (2022. január 1.). Lérouville Boncourt-sur-Meuse, Chonville-Malaumont, Commercy, Pont-sur-Meuse, Vadonville és Vignot községekkel határos.

## Népesség
A település népességének változása:
| Lakosok száma | 1727 | 1442 | 1373 | 1461 | 1476 | 1465 | 1433 | 1416 | 1410 | 1380 |
|               | 1968 | 1982 | 1990 | 2006 | 2013 | 2015 | 2017 | 2019 | 2020 | 2022 |